# Kartlandet och Hagsätter
Kartlandet och Hagsätter – miejscowość (tätort) w Szwecji, w regionie administracyjnym (län) Östergötland, w gminie Norrköping.
Według danych Szwedzkiego Urzędu Statystycznego liczba ludności wyniosła: 201 (31 grudnia 2018) i 208 (31 grudnia 2019).